# 日本扁鲨
日本扁鲨（学名：Squatina japonica）为扁鲨科扁鲨属的鱼类，分布于朝鲜半島西南部、日本本州中部以南以及黄海和东海沿海等。该物种为底栖鲨鱼，常生活于沙质海床上，最深可达300米。同其他扁鲨科物种一样，日本扁鲨身体扁平，腹鳍与胸鳍为翅膀状，背部中线附近有一排长棘。该鱼背部有棕色与白色相间的杂乱图案以及暗色的矩形斑纹。
日本扁鲨为夜行性伏击捕食者，一天大部分时间均在海床上静止不动。该物种为卵胎生，即受精卵在母鲨体内依靠卵黄发育完全后再诞生，其一胎所诞生的幼鲨数量在2-10条之间。日本扁鲨除非被打扰否则不会主动攻击人类。该鱼目前作为食用鱼和鲨鱼皮的来源被大量捕捞，现已被IUCN评为极危（CR）物种。

## 物种分类
荷兰鱼类学家彼得·布莱克尔于1858年在学术期刊《印度-荷兰科学会杂志》（Acta Societatis Scientiarum Indo-Neerlandicae）上首次描述日本扁鲨，其正模标本为一条53厘米长的雄性个体，捕获于日本长崎。其种加词japonica亦表明了其模式产地。
在2010年，有学者通过线粒体DNA对17种扁鲨进行了系统发生学分析，结果显示日本扁鲨同三种同样分布于亚洲的扁鲨台湾扁鲨、拟背斑扁鲨和印度尼西亚扁鲨Squatina legnota同属一个演化支，并同分布于欧洲和北非的扁鲨物种有所关联。学者通过分子钟推算出其大约在数千万年前的白垩纪时期同其他亚洲扁鲨分离而独立成种。

## 外貌描述

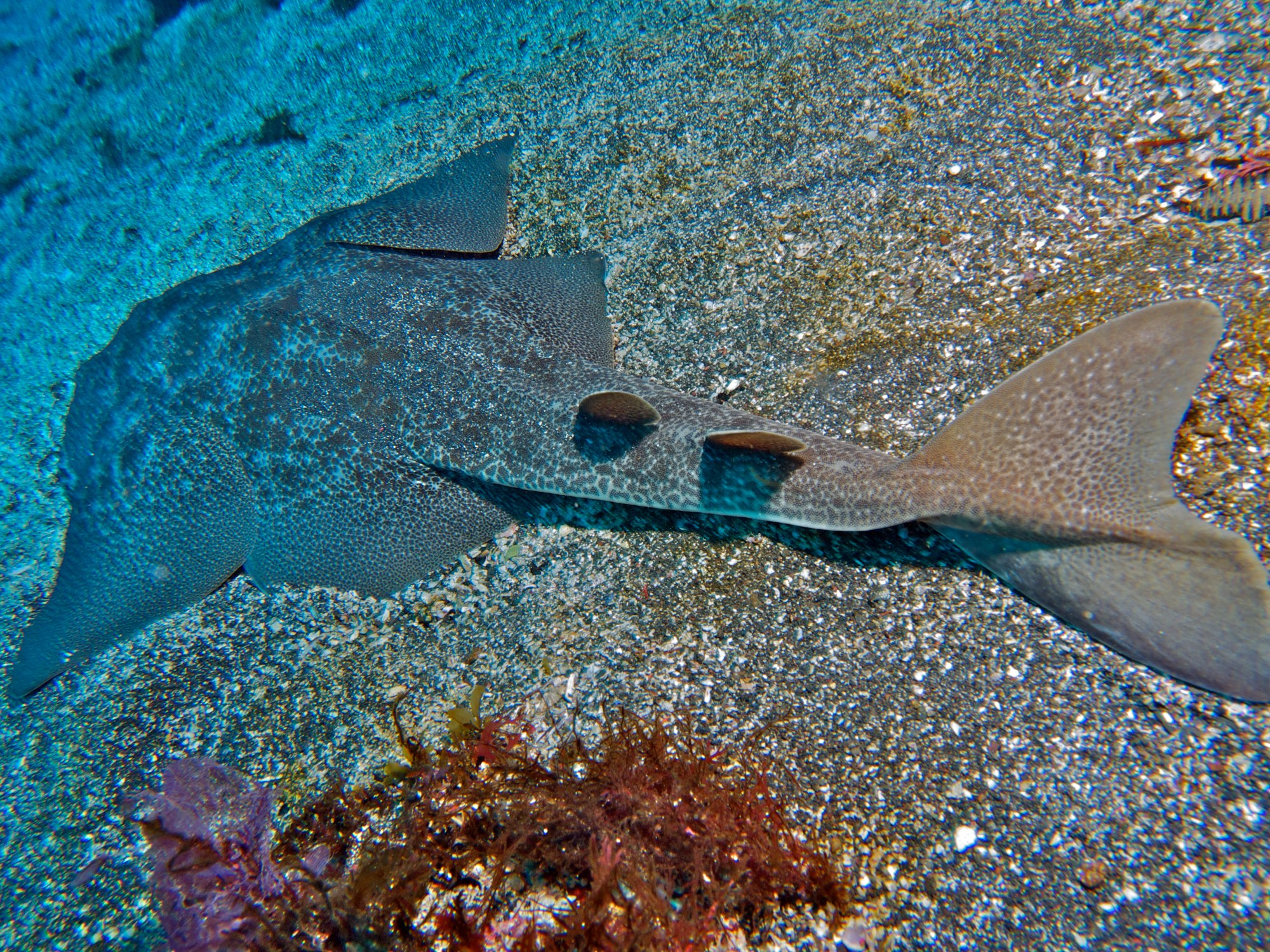
日本扁鲨的背鳍位于其胸鳍后方

日本扁鲨身体相对较窄，胸鳍和腹鳍非常大，上半身覆盖有中等大小的鳞片，头部周围的皮肤有褶皱但无明显的叶片。鱼眼宽大，为椭圆形，其后有位于其前侧边缘的新月形喷水孔。其鼻孔很大，前方各有一片带有两个倒钩的鱼皮，其中前侧的倒钩较细，而后侧的倒钩尖端为勺形，根部边缘有一小片光滑的穗状结构。日本扁鲨的嘴很宽，且其吻部四角附近的皮肤均有褶皱。其上下颚左右两侧均有10组牙齿，当中有缝隙将两侧的牙齿分开，这些牙齿小、窄而尖。日本扁鲨头部有五对鳃裂。
日本扁鲨胸鳍边缘凸出，外侧边缘有棱角，内侧边缘则为圆形，前部有与头部不相连的三角形叶片。背鳍有棱角，位于胸鳍的内侧边缘之后。尾柄扁平，两侧有龙骨突，尾部下半部大于上半部。该鱼从背部中段至尾部有一排明显的棘刺。该鱼背部有棕色与白色相间的杂乱图案以及暗色的矩形斑纹，下半身则为白色，间杂有斑驳的黑色。
成年日本扁鲨的长度在1.5-2.5米之间。

## 分布
日本扁鲨分布于本州岛以南的日本沿海、黄海、东海和台湾海峡 。1984年出版的鱼类图鉴显示在菲律宾出现过日本扁鲨，但有学者认为被目击的扁鲨实际上系菲律宾扁鲨Squatina caillieti。。

## 生态与习性

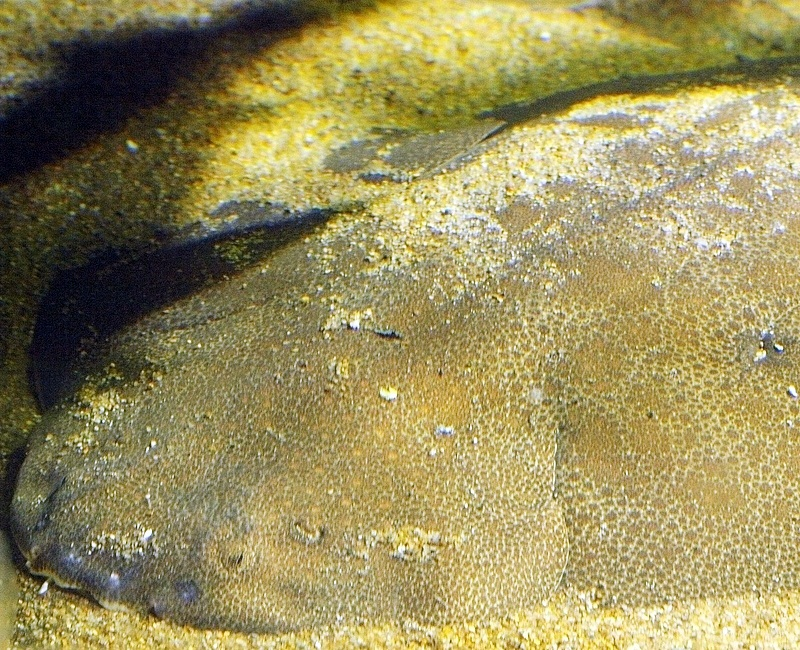
日本扁鲨白天大部分时间均将自己埋于海床上的沙子中静止不动以进行伏击

日本扁鲨多生活于大陆架的沙质海床上，尤其是岩礁附近的海床。虽然该鱼一般生活于浅水中，但有在352米深的深水中的出现记录。
日本扁鲨白天大部分时间均将自己埋于海床上的沙子中静止不动，利用其斑驳复杂的体色来埋伏猎物。其猎物包括底栖鱼类、头足类和甲壳类。
该鱼已知的寄生虫包括如下几种：
- 绦虫（Phyliobothrium marginatum和Tylocephalum squatinae[12]）
- 桡脚类（Eudactylina squatini和Trebius shiinoi[13][14]）
- 等足类（Gnathia trimaculata的若虫[15]）

同其他扁鲨一样，日本扁鲨为卵胎生，即由卵黄为其发育中的胚胎提供养分直至出生。其生产季为春季至夏季，一胎可产下2-10只幼鲨。新生的幼鲨平均长度为30厘米。雌性在8-13岁时性成熟，此时体长约为80厘米，而雄性性成熟的数据则尚不清楚。日本扁鲨寿命可达35岁。。

## 与人类的关系
日本扁鲨一般对人类无害，但在受到威胁的情况下可对人类造成严重的咬伤。

### 经济利用
日本扁鲨在日本某些地区是上等的料理食材。虽然其鱼鳍较小，但仍可作为鱼翅食用。过小的个体一般会被碾碎作为鱼食。

### 种群现状
日本扁鲨目前面临严重的过度捕捞威胁，韩国、日本、中国大陆和台湾的渔业均在1950年代起急速发展，渔船数量均成倍增加，日本扁鲨的种群因此急剧减少。虽然这些国家和地区均出台了若干对近海捕捞的限制，包括设置禁渔期、对渔网孔洞尺寸予以限制、禁止在沿岸水域使用摩托化的拖网等，但国内市场对鱼肉和海产品的需求使得捕鱼行为难以被遏制，加之屡禁不止的违法捕捞以及海洋污染和拖网作业对其栖息地的破坏，日本扁鲨仍然面临极大的灭绝风险。